# Hasselbacken, Vanda
Se även Hasselbacken, Stockholm
Hasselbacken (finska Pähkinärinne) är en förort i stadsdelen Tavastby i Vanda stad, Södra Finlands län. 
Hasselbacken ligger i västra Vanda mellan en av de få sjöarna i Vanda, Lammträsk, och Vichtisvägen. Det finns två köpcentrum i Hasselbacken, varav den norras omgivning är byggd på 1970-talet och den södras omgivning på 1980-talet. På 2000-talet har det byggts nya höghus. Byggnadsbståndet i förorten består av 3-6 våningar höga höghus, samt radhus. Bland servicen kan nämnas bland annat posten, en ungdomsgård, ett apotek, tre pubar, två pizzerior, en blombutik, två frisörer, samt ett snabbköp och en R-kiosk. I det södra köpcentret finns också ett snabbköp, en pub och en R-kiosk. Det finns ett lågstadium, ett bibliotek, tandläkare och barnrådgivning i Hasselbacken. Kring Lammträsk finns joggingbanor, lekplaner och en minigolfbana. 